# الله وردي باقروف
الله وردي تيمور أوغلو باقروف (بالأذرية: Allahverdi Bağırov) – البطل الوطني لأذربيجان، لاعب كرة قدم ومدرب سابق لنادي قاراباغ لكرة القدم. أستشهداء في حرب قرة باغ الأولى.
أنقذ الله وردي باقروف 1003 أسيرا خوجالي من الأرمن خلال ثلاث أيام.

## سيرة الذاتية
ولد الله وردي باقروف في مدينة أغدام في 22 أبريل عام 1946. تخرج من المدرسة الثانوية رقم 1 في مدينة آغدام.
في عام 1970 كان قائد نادي «أغدام» في لعبة «أغدام» - «جبرائيل» في كأس «السنبلة الذهبية» التي أقيمت في فضولي.
في عام 1976 تم تعيينه مدربًا رئيسيًا للنادي وبذل جهدًا كبيرًا لتأخذ المركز الرابع لأذربيجان في بطولة عموم الاتحاد التي أقيمت في نفس العام.
شارك ألهفيردي باغيروف بنشاط في قتال قاراباغ عام 1992.
وفي القتال الدائر في قرية أرانزامين، قتلت مجموعته 100 جندي أرمني وأسرت 10 جنود أعداء. كما أنقذ الله وردي باقروف 1003 أسيرا خوجالي من الأرمن خلال ثلاث أيام.
قامت سيارة تقل الله وردي باقروف بتفجير لغم في طريق عودته من نخجوان عندما قد استدعيت إلى آغدام للقيام بأعمال طارئة.
بعد وفاته حصل الله وردي باقروف على اللقب «البطل الوطني لأذربيجان» وبأمر من رئيس جمهورية أذربيجان في 1993.